# الكديمة (يريم)

تعديل مصدري - تعديل

الكديمة محلة تابعة لقرية المنزل القديم، التابعة لعزلة بني منبة بمديرية يريم إحدى مديريات محافظة إب في الجمهورية اليمنية.، بلغ تعداد سكانها 881 حسب تعداد اليمن لعام 2004.